# Mu المجمرة e
Mu المجمرة e أو  HD 160691 e وسمي مؤخراً Sancho (سانشو) هو كوكب خارج المجموعة الشمسية يقع على مسافة تقدر بحوالي 50 سنة ضوئية في كوكبة المجمرة اكتشف عام 2002 حول النجم Mu المجمرة من قبل جيفري مارسي وأخرون باستخدام تحليل دوبلر الطيفي وتم الأعلان عن اكتشافة في 13 يونيو 2002. سانشو عملاق غازي كتلتة لا تقل عن 1.8 كتلة مشترية.

## التسمية
في يوليو 2014 أطلق الاتحاد الفلكي الدولي عملية لمنح أسماء مناسبة لبعض الكواكب الخارجية والنجوم التي تستضيفهم. وشملت العملية ترشيح الجمهور والتصويت على الأسماء الجديدة. في ديسمبر 2015، أعلن الاتحاد الفلكي الدولي عن الأسماء الفائزة وكان من بينها Sancho لهذا الكوكب. قدم الاسم الفائز من قبل قبة بامبلونا السماوية في إسبانيا.سانشو شخصية رئيسية من أبطال رواية دون كيخوتي دي لا مانتش.